# 1913-as magyar birkózóbajnokság
Az 1913-as magyar birkózóbajnokság a tizenegyedik magyar bajnokság volt. A bajnokságot március 23. és 25. között rendezték meg Budapesten, a régi képviselőházban.

## Eredmények
| Versenyszám | Arany                        | Arany | Ezüst                     | Ezüst | Bronz                        | Bronz |
| ----------- | ---------------------------- | ----- | ------------------------- | ----- | ---------------------------- | ----- |
| Pehelysúly  | Radvány Ödön Budapesti AK    |       | Márkus Ernő Budapesti AK  |       | Pongrácz József Budapesti AK |       |
| Könnyűsúly  | Rakovszky Ferenc Törekvés SE |       | Miskey Árpád Budapesti AK |       | Benő Imre Munkás TE          |       |
| Középsúly   | Varga Béla Budapesti AK      |       | Zólyomi Gyula MTK         |       | Pázmán Géza Ferencvárosi TC  |       |
| Nehézsúly   | Előd József MTK              |       | Schwarz Ernő Budapesti AK |       | Hudák János Törekvés SE      |       |